# Federico Ferrari
Pour les articles homonymes, voir Ferrari.
Federico Ferrari (né le 15 septembre 1969 à Milan) est un philosophe et un critique d'art italien contemporain.

## Biographie
Federico Ferrari enseigne la philosophie contemporaine et l'esthétique à l'Académie des beaux-arts de Brera à Milan.
Après avoir publié de nombreux essais en Italie sur la philosophie et sur la littérature, il travaille sur le statut de l’image par rapport à l’écriture et à la question du temps.
Ses ouvrages abordent des questions assez diverses, concernant les problèmes de la bioéthique et de l'euthanasie, la théorie politique de la communauté, sous l'influence des travaux de Maurice Blanchot, Jean-Luc Nancy et Giorgio Agamben, le statut du musée dans l'époque post-moderne et la question de l'art par rapport au temps.
Dans le sillage de la réflexion menée par Maurice Blanchot et Jean-Luc Nancy, il a d'abord entrepris un travail de recherche sur le problème d'un lien social en équilibre instable entre l'expérience communautaire et les sociétés atomisées du monde globalisé. Il a ensuite développé une collaboration avec Jean-Luc Nancy qui a abouti, entre 2000 et 2021, à la rédaction de quatre ouvrages co-écrits (Nus sommes. La peau des images, Iconographie de l'auteur, La fin des fins et Extase).
À partir de la fin des années 1990, son champ de recherche s'est davantage développé autour des thèmes de l'image et de l'art, notamment avec une étude d'approche déconstructive sur l'institution muséale (Lo spazio critico) et le système de production de l'art et des images (Il re è nudo). L'ensemble de son travail semble viser la création de foyers qui, sans parvenir pleinement à extirper la mauvaise herbe du capitalisme, exhibent des signes de vive contestation 'aristocratique' et 'anarchique'. Où aristocratie signifie conscience, responsabilité, liberté, partage, éthique du faire, projet (futur ?) de l'art. Et anarchie, de son côté, réelle contestation (critique et théorique), voix indispensable sur le destin d'un monde à reconquérir et, progressivement, à décontaminer. L'approche méthodologique semble ainsi conjuguer des aspects de la déconstruction avec des éléments de la tradition anarco-individualiste, dans une tentative de dénonciation et de subversion des processus productifs mystificateurs du capitalisme tardif. Plus particulièrement, la réflexion sur l'image semble se configurer, comme l'a écrit Marco Belpoliti, "comme une longue réflexion sur le regard, sur ce type particulier de regard que l'on peut définir 'heuristique' : qui veut dépasser la visibilité manifeste des choses pour atteindre la visibilité cachée".
Dans les écrits L'Anarca et Oscillazioni, l'élément aristocratique – avec certains aspects anachorétiques – semble se radicaliser dans un corps à corps avec la pensée nihiliste et ses masques postmodernes, poussant, d'une part, vers un exil de l'actualité à la recherche d'un principe ou anti-principe absolu (l'influence de la figure de Cristina Campo, explicitement mentionnée par l'auteur dans une interview, est évidente à cet égard) et, d'autre part, vers une pensée autobiographique dont la limpidité confine à la violence et dont la violence a l'impérieuse indifférence à l'égard des compromis, la tension vers l'absolu. De cette manière, le penseur italien, tout en reprenant des thèmes abordés par Heidegger et Jünger, étant même "en phase avec ce qu'affirme Jünger, nous semble dépasser les frontières 'humanistes' propres à la vision du monde de l'Allemand. Il se fait le porteur de l'exigence essentielle de repenser le néant sans tomber dans la mystique d'Orient se plaçant sur le chemin inauguré par Klages et quelques autres (parmi lesquels, on peut compter, dans le domaine italien, Andrea Emo, dont Ferrari, à certains égards, semble recueillir l'héritage).

## Ouvrages
- La comunità errante. Bataille e l’esperienza comunitaria, Milano, Lanfranchi, 1997  (ISBN 978-8-8363-0066-2)
- Nudità. Per una critica silenziosa, Milano, Lanfranchi, 1999 (prefazione di Carlo Sini)  (ISBN 978-8-8363-0068-6)
- Wolfgang Laib, Venezia, West Zone 1999 (édition bilingue italien/anglais)
- Nus sommes. La peau des images, avec Jean-Luc Nancy, Paris, Klincksieck 2002 (Torino, Bollati Boringhieri, 2003; Berlin-Zűrich, Diaphanes 2006)
- Lo spazio critico. Note per una decostruzione dell’istituzione museale, Roma, Sossella, 2004 (con i contributi di Johannes Cladders, Rosalind Krauss, Federico Nicolao, Hans-Ulrich Obrist, Giulio Paolini, Claudio Parmiggiani, Harald Szeemann)  (ISBN 978-8-8879-9582-4)
- La convocation, con Tomas Maia e Federico Nicolao, Genova/Paris, Chorus, 2006 (édition bilingue italien/français)
- Costellazioni. Saggi sull'immagine, il tempo e la memoria, Milano, Lanfranchi, 2006,  (ISBN 978-8-8363-0075-4)
- Iconographie de l'auteur, avec Jean-Luc Nancy, Paris, Galilée 2005 (Roma, Sossella, 2006)
- Del contemporaneo, Milano, Mondadori, 2007 (con Jean-Luc Nancy, Georges Didi-Huberman, Jean-Christophe Bailly e Nathalie Heinich)
- Sub specie aeternitatis. Arte ed etica, Reggio Emilia, Diabasis, 2008  (ISBN 8-8810-3524-3)
- Il re è nudo. Aristocrazia e anarchia dell'arte, Roma, Sossella, 2011  (ISBN 978-88-89829-94-3)
- L'insieme vuoto per una pragmatica dell'immagine, Milano, Johan & Levi, 2013  (ISBN 978-88-60100924)
- L'anarca, Milano, Mimesis, 2014  (ISBN 9788857526898)
- La fin des fins. Scène en deux actes, avec Jean-Luc Nancy, Nantes, Éditions Cécile Defaut, 2015  (ISBN 9782350183664)
- Visioni. Scritti sull'arte, Milano, Lanfranchi, 2016  (ISBN 978-8836300815)
- Oscillazioni. Frammenti di un'autobiografia, Milano, SE, 2016  (ISBN 9788867232116)
- Il silenzio dell'arte, Roma, Sossella, 2021  (ISBN 978-8832231939)
- Estasi, avec Jean-Luc Nancy, Roma, Sossella, 2022  (ISBN 979-1259980120)
- L'antinomia critica, Roma, Sossella, 2023  (ISBN 979-1259980540)